# Лехашау
Лехашау (нім. Lechaschau) —  громада округу Ройтте у землі Тіроль, Австрія.
Лехашау лежить на висоті 846 м над рівнем моря і займає площу 6,1 км². Громада налічує 2044 мешканців.
Густота населення 335/км².
|                                  |
| Лехашау на мапі округу та землі. |

 Адреса управління громади: Dorfstrasse 10, 6600 Lechaschau.